# School Days: The Early Recordings
School Days: The Early Recordings es un álbum recopilatorio de Alice Cooper, publicado en 1973. Contiene los dos primeros álbumes de estudio de la banda, Pretties For You y Easy Action. Dichos álbumes fueron publicados originalmente por la compañía discográfica Straight Records, pero desde que Warner firmó contrato con la banda, ellos adquirieron los derechos para lanzar nuevamente el material.

## Lista de canciones
Todas escritas por Alice Cooper, Glen Buxton, Michael Bruce, Dennis Dunaway y Neal Smith.

### Pretties for You
1. "Titanic Overture" – 1:12
2. "10 Minutes Before the Worm" – 1:39
3. "Sing Low, Sweet Cheerio" – 5:42
4. "Today Mueller" – 1:48
5. "Living" – 3:12
6. "Fields of Regret" – 5:44
7. "No Longer Umpire" – 2:02
8. "Levity Ball" (Live at the Cheetah) – 4:39
9. "B.B. on Mars" – 1:17
10. "Reflected" – 3:17
11. "Apple Bush" – 3:08
12. "Earwings to Eternity" – 1:19
13. "Changing Arranging" – 3:03

### Easy Action
1. "Mr. and Misdemeanor" – 3:05
2. "Shoe Salesman" – 2:38
3. "Still No Air" – 2:32
4. "Below Your Means" – 6:41
5. "Return of the Spiders" – 4:33
6. "Laughing at Me" – 2:12
7. "Refrigerator Heaven" – 1:54
8. "Beautiful Flyaway" – 3:02
9. "Lay Down and Die, Goodbye" – 7:36